# 오르니토케이루스
오르니토케이루스(Ornithocheirus)는 중생대 백악기 전기(약 1억 3,000만년 전~1억 1,000만년 전), 오늘날 영국, 브라질 부근에서 서식한 익룡이다. 학명은 새를 의미하는 그리스어 "ορνις"와 손을 의미하는 "χειρ"이 합쳐져 만들어졌다. 날개의 너비는 최대 5m 무게는 20kg정도 되었을 것으로 추정되며 한때는 날개너비만 12m나 되는 대형 익룡으로 분류가 되었지만 현재 12m짜리 표본은 트로페오그나투스로 분류가 되었다. 12m짜리 표본마져도 크기 또한 8m이상으로 작아졌다.